# 982
El 982 (CMLXXXII) fou un any comú començat en diumenge del calendari julià.

## Esdeveniments
- Colonització de Groenlàndia
- Beremund II de Lleó coronat rei a Galícia.

## Necrològiques
- Jingzong, emperador xinès de la dinastia Liao